# 申卡勒山
47°32′25″N 10°29′21″E / 47.54028°N 10.48917°E

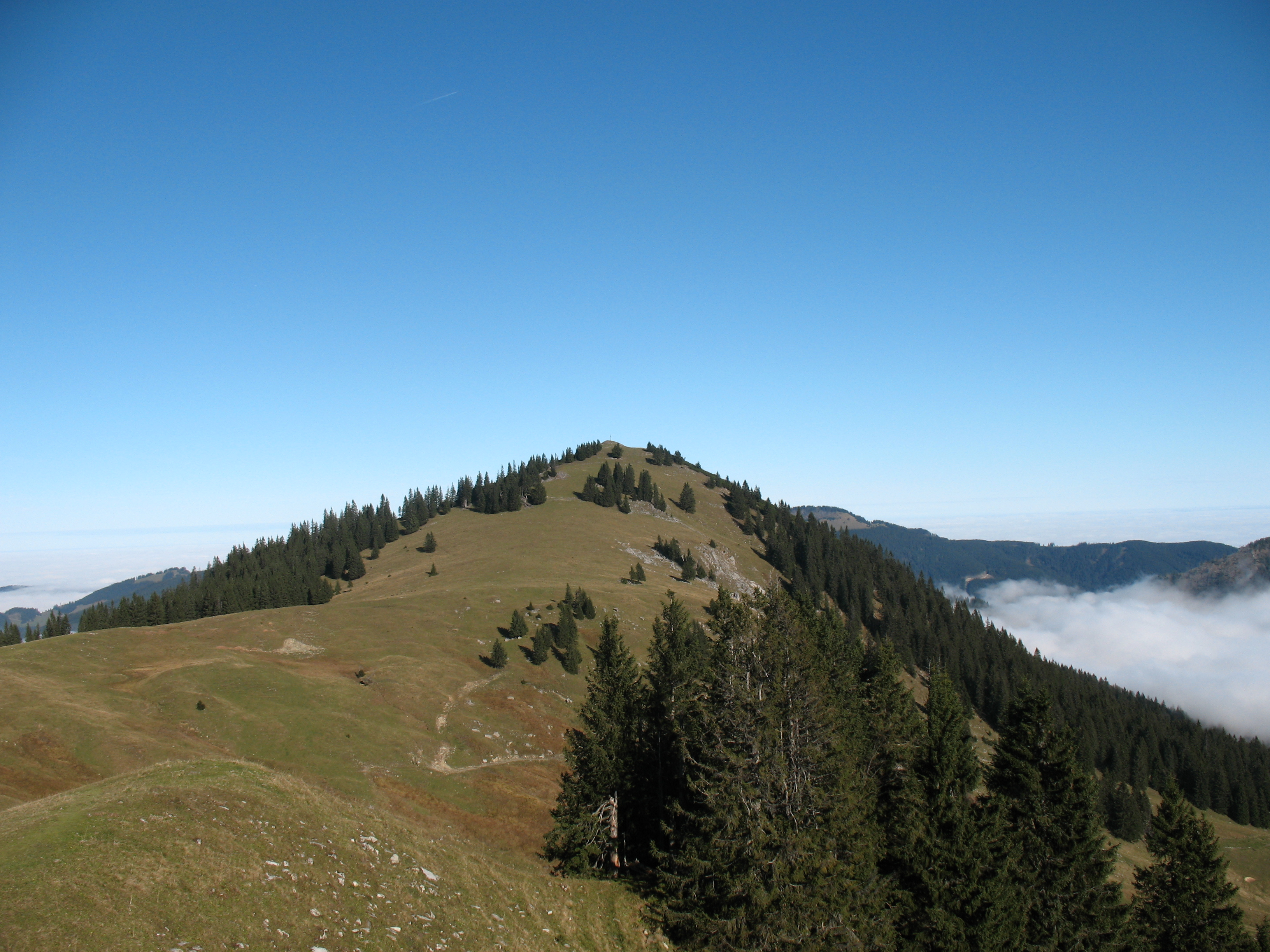

申卡勒山（德語：Schönkahler），是奧地利的山峰，位於該國西部，由蒂羅爾州負責管轄，屬於阿爾高阿爾卑斯山脈的一部分，距離艾施泰因山2.5公里，海拔高度1,688米，每年平均降雨量1,698毫米。